# سیارک ۷۰۷۲
سیارک ۷۰۷۲ (به انگلیسی: 7072 Beijingdaxue، نامگذاری:1996CB8) هفت هزار و هفتاد و دومین سیارک کشف شده‌است که در ۳ فوریه ۱۹۹۶ کشف شد.
قدر مطلق سیارک برابر ۱۴٫۲۰ است.